# Кори в големия свят
„Кори в големия свят“ (на английски: Boy Meets World) е американска ситуационна комедия и проследява ежедневните събития и житейски уроци на Кори Матюс и най-добият му приятел Шон Хънтър в пътя им към зрелостта.
Сериалът има продължение с името Райли в големия свят.

## Актьорски състав
- Бен Савидж – в ролята на Кори Матюс, главният герой на сериала.
- Уилям Даниълс – в ролята на Джордж Фини, учителя на Кори и останалите, който им дава много житейски уроци по време на сериалът.
- Бетси Рандъл – в ролята на Ейми Матюс, майката на Кори, Ерик, Морган и Джошуа. Съпруга на Алан.
- Уил Фридел – в ролята на Ерик Матюс, глупав, див и луд по-голям брат на Кори.
- Райдър Стронг – в ролята на Шон Хънтър, най-добрият приятел на Кори идващ от проблемно семейство.
- Лили Никсей (сезон 1–2), Линдзи Риджуей (сезони 3-7) – в ролята на Морган Матюс, сестрата на Кори, Ерик и Джошуа.
- Уилям Ръс – в ролята на Алън Матюс. Бащата на Кори, Ерик, Морган и Джошуа. Съпруг на Ейми Матюс.
- Даниел Фишъл – в ролята на Топанга Матюс, основният любовен интерес на Кори, която става негова приятелка, а по-късно и съпруга.
- Антъни Тайлър Куин – в ролята на Джонатан Търнър, готин нов учител на Кори, Шон и Топанга, който приютява Шон когато няма къде да живее.
- Матю Лорънс – в ролята на Джак Хънтър, изгубения полубрат на Шон и любовен интерес за Рейчъл.
- Трина Мки – в ролята на Анджела Мур, най-добрата приятелка на Топанга и любовен интерес за Шон.
- Мейтланд Уард – в ролята на Рейчъл Макгуайър, най-добрата приятелка на Топанга и Анджела. Съквартирант на Джак и Ерик.

## Сюжет
Внимание:  Текстът по-долу разкрива сюжета на произведението (или части от него)!

### Сезон 1
Първи сезон започва с Кори Матюс и най-добрия му приятел Шон Хънтър, двама типични шестокласници. Те не се интересуват от училищната работа, въпреки усилията на опитният им учител Джордж Фини. Първоначално основният им интерес е спортът, но по-късно Шон и Кори започват да изразяват интерес към момичетата. Този сезон се фокусира специално върху отношенията на Кори с останалите в сериалa. Започва да разбира повече родителите си и да ги уважава за всичко, което правят. Връзката му с по-големия му брат Ерик се отчуждава, тъй като големият му интерес към момичета е чужд за Кори и той става по-защитен към по-малката си сестра Морган. Кори започва да проявява интерес към Топанга, умно и странно момиче от неговия клас, но често го крие с леки обиди и подигравки към нея. Приятелството на Кори и Шон е изпитано за първи път когато Кори трябва да избере между това, което Шон иска да направи, и това, което е най-добро за тяхното приятелство.

### Сезон 2
През втория сезон Кори, Топанга и Шон започват гимназия и се запознават с Джонатан Търнър, нетрадиционен учител по английски език. Въпреки че първоначално гледат на г-н Търнър като на готин, скоро осъзнават, че той е учител преди всичко. Това му носи прякора „Фини с обица“ от Кори.
През целия втори сезон Кори и Шон опитват най-различни начини да станат популярни сред съучениците си. По този начин те почти влизат в битка с побойници и създават големи проблеми на г-н Фини, който сега е директор на гимназията. В крайна сметка, въпреки че Шон става все по-популярен, той поддържа близкото си приятелство с по-малко популярния Кори.
Вирна, майката на Шон, изоставя сина и съпруга си Чет, което силно разстройва Шон. След това Чет оставя Шон и тръгва да намери Вирна. Шон живее за кратко с Кори и родителите му, но скоро разбира, че това не е подходящо за него и по-късно се премества при г-н Търнър.
Кори се опитва да започне връзка с Топанга, но това е най-вече защото не иска да изостава с другите. Усещайки това, Топанга е предпазлива към опитите му и въпреки взаимното им привличане те не излизат на среща през този сезон.

### Сезон 3
По време на третия сезон Кори най-накрая признава, че иска да покани Топанга на среща, но не може да събере смелост да го направи. Най-добрият му приятел Шон я кани, но не от негово име. Въпреки че Кори в началото е наранен, скоро разбира, че Шон има план да ги събере заедно и да го накара да признае чувствата си към нея. Кори й казва как се чувства и те се събират.
По-късно през третия сезон, Кори и Топанга се притесняват, че връзката им излиза извън контрол и решават, че е най-добре да се разделят докато все още са в състояние да запазят приятелството. Те се събират отново няколко месеца по-късно, когато Кори следва Топанга в Дисни Уърлд с цел да я убеди да са заедно отново.
Ерик отчаяно се опитва да компенсира за бездействието си през първите три години в гимназията. Той успява да научи материала до някаква степен, но се оказва, че не е достатъчно и не е приет в нито един университет. Тогава решава да си почине една година през която да измисли какво да прави. Решава да започне почивката си с лятно пътуване. Във финала на сезона Ерик осъзнава, че Кори се чувства отчужден от него и го кани на пътуването. От този сезон започва драстична промяна на Ерик към изключително по-глупав.
Шон почти допуска някои големи грешки, които ще променят живота му завинаги, но Кори и след това г-н Търнър му помагат да направи правилния избор.
Кори преминава през няколко теста този сезон. Oт това да получава заслуга за велико дело за което той не е отговорен, до това да е преследван от друго момиче, докато е с Топанга. Понякога Кори взема правилното решение, а понякога грешното, но се учи от тях.

### Сезон 4
Четвъртият сезон започва с връщането на Кори и Ерик от пътуването им. През този сезон Ерик се сблъсква с живота след гимназията. След като сменя няколко работни места и се среща с хора, от които научава интересни уроци, Ерик решава да направи изпитите отново и да кандидатства в няколко университета. Алън Матюс решава да напусне работата си и да отвори магазин за спортни стоки с Ерик за партньор.
Работата на майката на Топанга изисква това те да се преместят в Питсбърг, което е на над 480 км от Филаделфия. Новината опустошава Кори, но Топанга бяга от новата си къща и се връща във Филаделфия. Родителите на Топанга решават, че тя може да живее с леля Пруденс във Филаделфия, докато завърши училище. В следващ сезон става ясно реалната причина за това.
Упоритостта на Шон да избяга от чувствата си го води до това да се присъедини към култ. Но когато г-н Търнър попада в тежка катастрофа, при която почти загива, Шон е принуден да се изправи лице в лице с проблема. Това води до изнасяне на една от най-трогателните речи в сериалът. Г-н Търнър не се появява в нов епизод след това. Майката на Шон се връща за кратко, но след това отново си тръгва при неизвестни обстоятелства в някакъв момент между сезон 4 и сезон 6.

### Сезон 5
Пети сезон започва с връщането на Ерик в дома на родителите му и започва да учи в измисления университет Пенбрук. Той се премества в апартамент с Джак, който се оказва полубрат на Шон идващ от по-богато семейство. Шон ясно показва омразата си към Джак и отказва да живее с него, защото е разстроен, че той никога не се е обаждал да провери дали Шон и баща му се справят добре. В крайна сметка Шон открива, че Джак не е получил нито едно от писмата на Шон, иначе би дошъл веднага. След като е убеден от баща си и другите около него, Шон се премества при тях, но установява, че няма нищо общо с Джак, което предизвиква напрежение.
През зимната ваканция целият клас отиват на ски екскурзия. Кори изкълчва глезена си и Лорън, служителка на ски хижата, се грижи за него. Те се целуват, но Кори лъже Топанга за това какво се е случило. Когато Топанга разбира, че е излъгал, те се разделят.
Кори, разстроен от раздялата, се напива и е арестуван заедно с Шон. Двамата се съгласяват никога повече да не пият, но Шон нарушава обещанието и се появява в училище пиян. С помощта на Анджела и Джак, Шон осъзнава, че алкохолизмът е в семейството му и че трябва да спре да пие.
Топанга прощава на Кори, след като целува стар приятел от началното училище. Тя осъзнава, че целувката не означава повече от тези, които тя споделя с Кори. Кори и Топанга се събират и присъстват заедно на абитуриентския бал, където са обявени за крал и кралица. На абитуриентската вечер Ейми, майката на Кори, съобщава, че е бременна.
Фини решава да се пенсионира в края на учебната година и да се премести в Уайоминг. Скоро обаче се връща от пенсия и продължава преподаването.
Топанга е приета в Йейл, но Кори не иска тя да го напусне. На дипломирането Топанга казва на Кори, че е решила да не ходи в Йейл, защото иска да бъде с него. Тогава тя му предлага да се оженят. Родителите им не реагират добре на решението им да се сгодят толкова млади, затова Кори и Топанга решават да избягат и да го направят без тях. В последния момент решават, че искат да се оженят по правилния начин, пред семейството и приятелите си.

### Сезон 6
Шон, Кори, Топанга и Анджела се присъединяват към Джак и Ерик в Пенбрук. Рейчъл Макгуайър, нова студентка от Тексас, се премества при Ерик и Джак, причинявайки напрежение, тъй като и двете момчета я харесват.
Анджела и Шон се разделят поради твърдението му, че студентските години са времето за нови запознанства и излизането на срещи с различни хора. Въпреки усилията на Кори, решават да останат просто приятели. В крайна сметка те се събират обратно чрез бащата на Анджела по време на посещението му в колежа за набиране на студенти за R.O.T.C. (програма за обучение в армията).
Фини се връща, за да вземе няколко лекции, но получава предложение за работа в университета.
По време на първата си година, Стюарт (изигран от по-големия брат на Бен Савидж, Фред Савидж), един от преподавателите, прави неподходящи и нежелани сексуални ходове към Топанга, карайки Кори да го избута през стъклена врата в Студентския съвет. Кори е отстранен, но само за един ден. Деканът, Боландер, решава, че Стюарт е преминал границата. Г-н Фини и декан Боландер в крайна сметка придобиват чувства един към друг и започват да се срещат.
Кори и Топанга се сблъскват с голямо препятствие в плановете си за брак, когато родителите на Топанга преминават през развод и тя решава да прекрати сватбата. Топанга скъсва напълно с Кори и му казва, че след раздялата на родителите й, тя не вярва в любовта. Тя е убедена, че прави най-доброто за себе си и Кори. Променя решението си когато майка й обясни всичко и я убеждава, че любовта си струва риска.
Бащата на Шон, Чет умира от инфаркт. Джак реагира, като признава чувствата си към Рейчъл. Започват да се срещат, което създава проблеми между Джак и Ерик. Притиснат, Ерик решава да се изнесе от апартамента, за да не им пречи, а по-късно спи в колата на г-н Фини. Шон тръгва на път, за да се справи със смъртта на баща си. Заявява, че няма да се върне. Той се връща, когато новото попълнение на семейство Матюс, Джошуа, се ражда преждевременно и има малък шанс за оцеляване. Шон получава писмо от майка си, в което тя признава, че не му е биологичен родител. Алън предлага да осинови Шон, но той казва, че не е необходимо, защото знае, че вече е част от семейството.

### Сезон 7
Шон и Кори имат предизвикателства във връзката си през целия сезон, включително в деня на сватбата на Кори. Шон признава, че вече не е най-добрият приятел на Кори и дава тази роля на Топанга. Въпреки това приятелството им остава непокътнато, а Топанга понякога се чувства на второ място.
Кори и Топанга се женят и се преместват в ужасен апартамент за двойки в общежитията. Те се борят да свържат двата края известно време, чудейки се защо Алън и Ейми отказват да им помогнат. По-късно Алън признава, че не е искал да ги лиши от радостта и наградите, които идват при изграждането на съвместен живот самостоятелно. Накрая превръщат апартамента в прекрасен дом и осъзнават, че са способни да правят нещата сами като семейство. Групата расте и започнат да мислят какво да правят с живота си.
Около края на сезона в история от два епизода, Рейчъл се пошегува със Кори и Шон, но това бързо ескалира до война между по-новите приятели (Джак, Рейчъл и Анджела) и по-старите (Кори, Шон и Топанга), където те правят все по-неуместни шеги и капани. В крайна сметка това води до необмислена шега, която разкрива много лична тайна на Рейчъл. Приятелите са почти напълно разкъсани от всичко това. Почти цял епизод представя последиците от раздялата на всички по начин, който е възможен за приключване на сериалът. Ерик с помощта на Фини им напомня за важността на техните взаимоотношения и в резултат на това те се сдобряват. Подобна история присъства във втори сезон на Райли в големия свят, заедно с реплики от епизодите.
Във финала на сериала Кори, Топанга, Шон и Ерик се отправят към Ню Йорк, където на Топанга е предложен мечтан стаж в адвокатска кантора. Анджела решава да се премести в чужбина с баща си, а Джак и Рейчъл се присъединяват към Корпуса на мира в Гватемала (Peace Corps in Guatemala). В последната сцена Кори, Топанга, Шон и Ерик се срещат за последно с г-н Фини в старата им класна стая от шести клас. Всеки му казва колко е важен в живота им и той им казва да се ценят един на друг завинаги.

## Културно въздействие
Междурасовата връзка между Анджела с Шон е относителна рядкост за голямо телевизионно предаване, насочено към младежите по това време.
Сериалът също така разглежда проблеми като малтретирането на деца, сексуалния тормоз и непълнолетното пиене / злоупотребата с алкохол.

## Хумор
Хуморът се развива с основната звезда на сериалът. Първоначално е по детски и реалистичен. В началото Кори е малко саркастично дете. Със всеки следващ сезон хуморът става по-необичаен и абсурден. Особено в седми сезон се набляга на физическия хумор.
 Внимание:  Текстът по-долу разкрива сюжета на произведението (или части от него)!
Присъстват и два епизода в които различна част от главните герои се обличат като жени и излизат на среща с момчета. Допълнително, някои епизоди присъстват в света на сериалът „Сабрина младата вещица“, но в същото време на края камерата проследява котарака Салем пред студиото на „Кори в големия свят“.
Хуморът е забележителен и поради донякъде постоянен поток от пародии, включително и на себе си, когато Ерик участва в сериал на ABC с името „Дете се запознава с вселената“. Други пародии са на филмите „Писък“ и „Шоуто на Труман“. Присъстват и епизоди в които магически пътуват в миналото или в друго измерение, което е подобно на различни филми и сериали.